# سابقة ثنائية
السوابق الثنائية في الحوسبة هي كلمات ومقاطع تسبق بها وحدات القياس للدلالة على مضاعفاتها. والسابقة الثنائية هي سابقة لوحدة لمضاعفات الوحدات في معالجة البيانات، ونقل البيانات، والمعلومات الرقمية، ولا سيما البت Bit والبايت Byte، للإشارة إلى المضاعفة بقوى الأساس 2.
استخدمت صناعة الكمبيوتر قديمًا الوحدات الكيلوبايت ، والميجابايت ، والجيجابايت ، والرموز المقابلة KB ، وMB ، وGB ، في نظامي قياس مختلفين قليلاً على الأقل؛ ففي مجال الذاكرة الرئيسية (RAM) السعة جيجا بايت يعني عادة 1073741824 بايت. نظرًا لأن هذه القيمة قوة للعدد 1024، والعدد 1024 هو قوة للعدد 2 (2 10)، يشار إلى هذا الاستخدام على أنه قياس ثنائي.
في معظم المجالات الأخرى تستخدم الصناعة المضاعفات كيلو (kilo)، وميغا (mega)، وجيجا (giga) وما إلى ذلك، بطريقة تتفق مع استخدامها في النظام الدولي للوحدات (SI)، أي كقوى لـ 1000. على سبيل المثال، قرص صلب 500 جيجابايت يحمل 500000000000 بايت، واتصال نقل إيثرنت بسرعة 1 جيجابت / ثانية ينقل بسرعة اسمية قدرها 1000000000 بت/ثانية. على عكس استخدام السابقة الثنائية ، يوصف هذا الاستخدام كسابقة عشرية، حيث أن 1000 هي قوة 10 (10 3).
تسبَّب استخدام نفس سوابق الوحدة مع معنيين مختلفين في حدوث ارتباك، وبدءًا من عام 1998 تقريبًا عالجت اللجنة الكهروتقنية الدولية (IEC) والعديد من منظمات المعايير والمنظمات التجارية الأخرى الغموض من خلال نشر معايير وتوصيات لمجموعة من السوابق الثنائية التي تشير حصريًا إلى قوى 1024. وفقًا لذلك يتطلب المعهد الوطني الأمريكي للمعايير والتكنولوجيا (NIST) استخدام سوابق النظام الدولي للوحدات SI فقط بالمعنى العشري ، مثلاً: كيلوبايت وميغابايت تعني ألف بايت ومليون بايت على الترتيب (بما يتوافق مع النظام الدولي للوحدات SI)، بينما تعني المصطلحات الجديدة كيبيبايت، ميبيبايت، وجيبيبايت، والتي وُضِعَت له الاختصارات الإنجليزية: KiB وMiB وGiB، تعني 1024 بايت، 1048576 بايت، و 1073741824 بايت، على الترتيب. في عام 2008، تم دمج سوابق IEC في النظام الدولي للكميات جنبًا إلى جنب مع السوابق العشرية لنظام الوحدات الدولي (انظر ISO / IEC 80000).

## نبذة تاريخية

### الذاكرة الرئيسية
استخدمت أجهزة الكمبيوتر القديمة إحدى طريقتي عنونة للوصول إلى ذاكرة النظام؛ ثنائي (أساس 2) أو عشري (أساس 10). على سبيل المثال، استخدم IBM 701 (سنة 1952) الطريقة الثنائية ويمكنه أن يعنون 2048 كلمة من 36 بت لكل منها، بينما استخدم IBM 702 (سنة 1953) الطريقة العشرية ويمكنه معالجة عشرة آلاف كلمة مكونة من 7 بتات.
بحلول منتصف الستينيات أصبحت العنونة الثنائية هي البنية القياسية في معظم تصميمات الكمبيوتر، وكانت أحجام الذاكرة الرئيسية في الغالب قوى للعدد 2. هذا هو التكوين الأكثر طبيعية للذاكرة، حيث يتم تعيين جميع مجموعات خطوط العناوين الخاصة بهم إلى عنوان صالح، مما يسمح بالتجميع السهل في كتلة أكبر من الذاكرة مع عناوين متجاورة.
تحدد وثائق نظام الكمبيوتر المبكرة حجم الذاكرة برقم دقيق مثل 4096 أو 8192 أو 16384 كلمة للتخزين. هذه كلها قوى للعدد 2 ، بالإضافة إلى أنها مضاعفات صغيرة للعدد 2 10 أو 1024. مع زيادة سعات التخزين، تم تطوير عدة طرق مختلفة لاختصار هذه الكميات.
تستخدم الطريقة الأكثر شيوعًا اليوم السوابق مثل كيلو وميغا وجيجا والرموز المقابلة K و M و G، والتي اعتمدتها صناعة الكمبيوتر في الأصل من النظام المتري. السوابق كيلو وميغا -التي تعني 1000 و 1000000 على الترتيب- يشيع استخدامها في صناعة الإلكترونيات قبل الحرب العالمية الثانية. جنبًا إلى جنب مع جيجا أو G، والتي تعني 1000000000، والتي تعرف الآن على أنها سوابق النظام الدولي للوحدات SI بعد أن تم تقديمه في عام 1960 لإضفاء الطابع الرسمي على جوانب النظام المتري.
لا يحدد النظام الدولي للوحدات وحدات المعلومات الرقمية، ولكنه يشير إلى أنه يمكن تطبيق سوابق النظام الدولي للوحدات SI خارج السياقات، حيث سيتم استخدام الوحدات الأساسية أو الوحدات المشتقة. ولكن نظرًا لتصنيع ذاكرة الكمبيوتر الرئيسية في نظام ذي معالجة ثنائية بأحجام يمكن التعبير عنها بسهولة كمضاعفات 1024، فقد تم استخدام كيلوبايت -عند تطبيقها على ذاكرة الكمبيوتر- لتعني 1024 بايتًا بدلاً من 1000. هذا الاستخدام لا يتوافق مع النظام الدولي للوحدات. يتطلب الامتثال للنظام الدولي للوحدات SI أن تأخذ السوابق معناها المستند إلى 1000، وألَّا يتم استخدامها كعناصر نائبة لأرقام أخرى مثل 1024.
استُخدِم K بالمعنى الثنائي كما في «قلب 32K» بمعنى 32 × 1024 كلمة، أي 32768 كلمة، في وقت مبكر من عام 1959. استخدمت مقالة جين أمدال عام 1964 عن نظام آي بي إم / 360 "1K" لتعني 1024. تم استخدام هذا النمط من قبل بائعي أجهزة الكمبيوتر الآخرين، وقد استخدم وصف نظام CDC 7600 (سنة 1968) K كـ 1024 على نطاق واسع. وهكذا ولدت السابقة الثنائية الأولى.
الأسلوب الآخر هو اقتطاع آخر ثلاثة أرقام وإلحاق K، وذلك باستخدام K كسابقة عشرية مشابهة لنظام الوحدات العالمي، ولكن يتم اقتطاعه دائمًا إلى العدد الصحيح الأدنى التالي بدلاً من التقريب إلى أقرب. عندئذ يمكن وصف القيم الدقيقة 32768 كلمة، 65536 كلمة، و 131072 كلمة كـ "32K"، "65K" و "131K". (إذا تم تقريب هذه القيم إلى الأقرب تصبح 33K و 66K و 131K على الترتيب). تم استخدام هذا النمط حوالي من 1965 إلى 1975.
استُخدِمَ هذان الأسلوبان (K = 1024 والاقتطاع) بشكل فضفاض في نفس الوقت تقريبًا، أحيانًا بواسطة نفس الشركة. في مناقشات الذاكرات ذات العناوين الثنائية كان الحجم الدقيق واضحًا من السياق. (بالنسبة لأحجام الذاكرة "41K" وأقل لا يوجد فرق بين الأسلوبين) والكمبيوتر في الوقت الحقيقي HP 21MX (سنة 1974) عبر عن 196608 (والذي هو 192 × 1024) بـ"196K" و 1048576 بـ"1M"، في حين أن الكمبيوتر التجاري HP 3000 (سنة 1973) يمكن أن تكون ذاكرته "64K" أو "96K" أو"128K" بايت.
تضاءلت طريقة «الاقتطاع» تدريجيًا. أصبحت الكتابة بالحرف الكبير K هي المعيار الفعلي للترميز الثنائي، على الرغم من أنه لا يمكن توسيع هذا إلى قوى أعلى، وانقطع استخدام الحرف الصغير k. وبعد ذلك ممارسة استخدام «كيلو» مستوحاة من النظام الدولي للوحدات للإشارة إلى 1024 تم تمديدها في وقت لاحق إلى «ميغا بايت» وهذا يعني 1024 2 (1048576 بايت)، وفي وقت لاحق «جيجا بايت» عن 1024 3 (1073741824) بايت. على سبيل المثال، «512 ميغابايت» وحدة ذاكرة الوصول العشوائي هي 512 × 1024 2 بايت (512 × 1048576 أو 536870912) بدلا من 512000000.
بدأ استخدام الرموز Kbit و Kbyte و Mbit وMbyte كـ «وحدات ثنائية» - «بت» أو «بايت» بمضاعف قوة 1024 - في أوائل السبعينيات. في فترةٍ ما عُبِّر عن سعات الذاكرة في كثير من الأحيان بـ K حتى عندما كان من الممكن استخدام M: يحتوي كتيب IBM System / 370 Model 158 (1972) على ما يلي: «سعة التخزين الحقيقية متاحة بزيادات 512K تتراوح من 512K إلى 2048K بايت» بالإنجليزية: "Real storage capacity is available in 512K increments ranging from 512K to 2,048K bytes.".
في عام 1998 قدمت اللجنة الكهروتقنية الدولية IEC السوابق الثنائية kibi ، mebi ، gibi ... لتعني 1024، 1024 2 ، 1024 3 وما إلى ذلك، بحيث يمكن الإشارة إلى 1048576 بايت بشكل لا لبس فيه على أنه 1 ميبيبايت. تم تحديد سوابق IEC للاستخدام جنبًا إلى جنب مع النظام الدولي للكميات (ISQ) في عام 2009.

### محركات الأقراص
اتبعت صناعة محركات الأقراص نمطًا مختلفًا، يتم تحديد سعة محرك الأقراص عمومًا بسوابق الوحدات ذات المعنى العشري، وفقًا لممارسات النظام الدولي للوحدات SI. على عكس الذاكرة الرئيسية للكمبيوتر بنية القرص أو إنشاءه لا تتطلب أو تجعله مناسبًا لاستخدام المضاعفات الثنائية. يمكن أن تحتوي محركات الأقراص على أي عدد عملي من الطبقات أو الأسطح، وقد يختلف عدد المسارات، بالإضافة إلى عدد القطاعات لكل مسار بشكل كبير بين التصميمات.
ول محرك أقراص تم بيعه تجاريًا، IBM 350، كان يحتوي على خمسين طبقًا للأقراص المادية تحتوي على إجمالي 50000 قطاع من 100 حرف لكل منها، بسعة إجمالية تبلغ 5 ملايين حرف. تم تقديمه في سبتمبر 1956.
في الستينيات من القرن الماضي، استخدمت معظم محركات الأقراص تنسيق طول الكتلة المتغير الخاص بشركة IBM، والذي يسمى Count Key Data (CKD). يمكن تحديد أي حجم كتلة حتى أقصى طول للمسار. نظرًا لأن رؤوس الكتل تشغل مساحة، كانت السعة القابلة للاستخدام لمحرك الأقراص تعتمد على حجم الكتلة. غالبًا ما يتم استخدام الكتل («السجلات» بمصطلحات IBM) المكونة من 88 و96 و880 و960 لأنها تتعلق بحجم الكتلة الثابت للبطاقات المثقبة المكونة من 80 و96 حرفًا. تم تحديد سعة محرك الأقراص عادةً في ظل ظروف التكتيل الكامل لسجل المسار. على سبيل المثال، لم تحقق حزمة القرص 3336 التي تبلغ سعتها 100 ميغا بايت هذه السعة إلا مع حجم كتلة المسار الكامل الذي يبلغ 13030 بايت.
تم توحيد الأقراص المرنة لأجهزة كمبيوتر IBM الشخصية والأجهزة المتوافقة بسرعة على قطاعات 512 بايت، لذلك تمت الإشارة بسهولة إلى قطاعين باسم "1K". قرص 3.5 بوصة "360KB" و" 720KB" كان بها 720 قطاعًا (على وجه واحد) و 1440 قطاعًا (على الوجهين) على التوالي. عندما ظهرت الأقراص المرنة العالية الكثافة "MB1.44" مع 2880 من هذه القطاعات ذات 512 بايت، مثلت تلك المصطلحات تعريفًا هجينًا عشريًا ثنائيًا لـ 1MB" يساوي 2 10 × 10 3 يساوي 1,024,000 بايت.
في المقابل، استخدمت الشركات المصنعة لمحرك الأقراص الثابتة ميغابايت أو MB، أي 10 6 بايت، لوصف منتجاتها في وقت مبكر من عام 1974، في 1977م (Disk/Trend) الرائدة في تسويق واستشارات صناعة القراص الصلبة تقسم الصناعة وفقًا للسعة بـ (MB) (بالمعنى العشري).
القرص الصلب سيجيت ST-412 -وهو من أوائل الأقراص الصلبة في الحوسبة الشخصية- وصف بـ"Formatted: 10.0 Megabytes" أي يسع مهيئًا لـ 10 ميغابايت. محرك الأقراص يحتوي على أربعة رؤوس والأسطح النشطة (المسارات لكل اسطوانة)، 306 اسطوانات.
تستمر صناعة محركات الأقراص الصلبة في استخدام السوابق العشرية لسعة محرك الأقراص، وكذلك لمعدل سرعة النقل. على سبيل المثال: القرص الصلب "300 GB" يعطيك ما يزيد قليلا عن 300×109 أو 300000000000 بايت، وليس 300 × 230 (والتي ستكون حوالي 322×109)، أنظمة التشغيل مثل مايكروسوفت ويندوز التي تعرض أحجام محركات الأقراص الثابتة باستخدام السابقة الثنائية المعتادة "GB" (كما يتم استخدامها لذاكرة الوصول العشوائي) ستعرض هذا كـ "279.4GB" (بمعنى 279.4 × 10243 بايت، أو 279.4 × 1073741824 بايت). من ناحية أخرى، أظهر ماك أو إس منذ الإصدار 10.6 حجم محرك الأقراص الثابتة باستخدام سوابق عشرية (وبالتالي مطابقة لعبوة صانعي محرك الأقراص). (استخدمت الإصدارات السابقة من نظام التشغيل Mac OS X سوابق ثنائية).
تستخدم الشركات المصنعة لمحركات الأقراص أحيانًا كلاً من سوابق IEC والنظام الدولي للوحدات SI مع معانيها الموحدة. حددت سيجيت معدلات نقل البيانات في أدلة مختارة لبعض محركات الأقراص الثابتة بكلتا الوحدتين، مع عرض التحويل بين الوحدات بوضوح وتعديل القيم الرقمية وفقًا لذلك. تستخدم التهيئة المتقدمة للأقراص مصطلح «قطاعات 4K»، والتي تعرفها بأنها ذات حجم «4096 (4K) بايت».

### نقل المعلومات ومعدلات السرعة
يتم دائمًا تقدير ترددات ساعة الكمبيوتر باستخدام سوابق النظام الدولي للوحدات (SI) بمعناها العشري. على سبيل المثال كان تردد الساعة الداخلية لجهاز كمبيوتر IBM الشخصي الأصلي 4.77 ميغاهيرتز، أي 4770000 . وبالمثل، يتم اقتباس معدلات نقل المعلومات الرقمية باستخدام السوابق العشرية:
- تشير واجهة القرص 100-ATA إلى 100000000 بايت في الثانية.
- يشير مودم "56K" إلى 56000 بت في الثانية.
- SATA-2 لديه معدل بت خام يبلغ 3 جيجابت / ثانية = 3000000000 بت في الثانية.
- ذاكرة PC2-6400 تنقل 6400000000 بايت في الثانية.
- في عام 2011، حددت سيجيت معدل النقل المستدام لبعض نماذج محركات الأقراص الصلبة بكل من السوابق العشرية والثنائية IEC.[20]

### توحيد التعاريف المزدوجة
وبحلول منتصف السبعينات كان من الشائع أن نرى K يعني 1024 وM يعني 1048576 عن كلمات أو بايتات من الذاكرة الرئيسية (RAM)، في حين K وM تستخدم عادة للدلالة على المعنى العشري في تخزين القرص. في الثمانينيات، مع زيادة سعات كلا النوعين من الأجهزة، تم تطبيق سابقة G من نظام الوحدات الدولي بمعناها العشري بشكل شائع على تخزين القرص، بينما أصبحت M بمعناها الثنائي شائعة لذاكرة الكمبيوتر. في التسعينيات، أصبحت السابقة G ، بمعناها الثنائي، شائعة الاستخدام لسعة ذاكرة الكمبيوتر. وقدم أول قرض صلب بسعة تيرابايت (1000000000000 بايت) في عام 2007.
تم تسجيل الاستخدام المزدوج للسوابق: كيلو (K) وميغا (M) وجيجا (G) كقوى 1000 وقوى 1024 في المعايير والقواميس. على سبيل المثال حدد ANSI/IEEE Std 1084-1986  الاستخدامات المزدوجة للكيلو والميجا:
وترجمته:
كيلو (K) (1) سابقة تشير إلى 1000 (2) وفي العبارات التي تحوي حجم تخزين الكمبيوتر سابقة تشير إلى 2 10 أو 1024.
ميغا (M) (1) سابقة تشير إلى واحد مليون. (2) وفي العبارات التي تحوي حجم تخزين الكمبيوتر سابقة تشير إلى 2 20 أو 1048576.
تم تعريف الوحدات الثنائية Kbyte و Mbyte رسميًا في ANSI/IEEE Std 1212-1991.
لاحظت العديد من القواميس ممارسة استخدام السوابق العرفية للإشارة إلى المضاعفات الثنائية. على سبيل المثال قاموس أكسفورد على الإنترنت يعرف ميجابايت على النحو التالي: "الحوسبة: وحدة المعلومات تساوي مليون أو (بدقة) 1048576 بايت." 
عُثِر على وحدات Kbyte و Mbyte و Gbyte في الصحافة التجارية وفي مجلات IEEE. وقد عرفت غيغا بايت رسميا في IEEE Std 610.10-1994 على إنها إما 1000000000 أو 2 30 بايت. (Kilobyte) كيلو بايت و Kbyte و KB هي وحدات متكافئة وكلها محددة في المعيار القديم IEEE 100–2000.
تقيس صناعة ذاكرة النظام (RAM) باستخدام المعنى الثنائي، بينما يستخدم تخزين القرص المغناطيسي بتعريف نظام الوحدات الدولي، ومع ذلك توجد استثناءات كثيرة، تستخدم تسمية نوع واحد من الأقراص المرنة الميجابايت للدلالة على 1024 × 1000 بايت. في سوق الأقراص الضوئية، تستخدم الأقراص المضغوطة MB لتعني 1024 2 بايت بينما تستخدم أقراص دي في دي GB لتعني 1000 3 بايت.

## الانحراف بين قوى 1024 وقوى 1000
أصبح تخزين الكمبيوتر أرخص لكل وحدة، وبالتالي أكبر بكثير من من أول مرة تم استخدام "K" ليعني 1024. نظرًا لأن كلًّا من الاستخدام العشري والاستخدام الثنائي للكيلو والميغا وما إلى ذلك يستندان إلى قوى 1000 أو 1024 بدلاً من المضاعفات البسيطة فإن الفرق بين ميغا بايت ثنائي وميغابايت عشري أكبر نسبيًا من ذلك بين كيلوبايت ثنائي وكيلوبات عشري، وهكذا دواليك يزداد الاختلاف النسبي بين القيم في التفسيرات الثنائية والعشرية، عند استخدام سوابق نظام الوحدات الدولي كأساس، من 2.4٪ للكيلو إلى ما يقرب من 21٪ لسابقة يوتا.

الرسم البياني للسجل الخطي للنسبة المئوية للفرق بين التفسيرات العشرية والثنائية لسوابق الوحدة مقابل حجم التخزين.

| اختصار | ثنائي ÷ عشري    | ثنائي ÷ عشري | عشري ÷ ثنائي    | عشري ÷ ثنائي |
| ------ | --------------- | ------------ | --------------- | ------------ |
| كيلو-  | 1.024 (+ 2.4٪)  |              | 0.9766 (2.3٪)   |              |
| ميجا   | 1.049 (+ 4.9٪)  |              | 0.9537 (−4.6٪)  |              |
| جيجا   | 1.074 (+ 7.4٪)  |              | 0.9313 (6.9٪)   |              |
| تيرا-  | 1.100 (+ 10.0٪) |              | 0.9095 (−9.1٪)  |              |
| بيتا   | 1.126 (+ 12.6٪) |              | 0.8882 (−11.2٪) |              |
| إكسا-  | 1.153 (+ 15.3٪) |              | 0.8674 (−13.3٪) |              |
| زيتا-  | 1.181 (+ 18.1٪) |              | 0.8470 (−15.3٪) |              |
| يوتا-  | 1.209 (+ 20.9٪) |              | 0.8272 (−17.3٪) |              |

## ارتباك المستهلك
في الأيام الأولى لأجهزة الكمبيوتر (تقريبًا، قبل ظهور أجهزة الكمبيوتر الشخصية) كان هناك ارتباك ضئيل أو معدوم لدى المستهلك بسبب التطور التقني للمشترين ومعرفتهم بالمنتجات. بالإضافة إلى أنه كان من الشائع لمصنعي أجهزة الكمبيوتر تحديد قدرات منتجاتهم بدقة كاملة.
في عصر الحوسبة الشخصية، يتمثل أحد مصادر ارتباك المستهلك في الاختلاف في الطريقة التي تعرض بها العديد من أنظمة التشغيل أحجام محركات الأقراص الثابتة، مقارنة بالطريقة التي يصفها بها مصنعو محركات الأقراص الثابتة. يتم وصف محركات الأقراص الصلبة وبيعها باستخدام "GB" و "TB" بمعناها العشري: مليار وتريليون بايت. ولكن العديد من أنظمة التشغيل والبرامج الأخرى تعرض محركات الأقراص الثابتة وأحجام الملفات باستخدام "MB" أو "GB" أو سوابق أخرى تشبه سوابق نظام الوحدات الدولي بالمعنى الثنائي لها، تمامًا كما تفعل مع لعرض سعة ذاكرة الوصول العشوائي (RAM). على سبيل المثال، تعرض العديد من هذه الأنظمة محرك أقراص ثابت يتم تسويقه على أنه «1 تيرا بايت» كـ"931 GB". أقدم عرض معروف لسعة محرك الأقراص الثابتة بواسطة نظام تشغيل يستخدم "KB" أو "MB" بالمعنى الثنائي هو 1984؛  قدمت أنظمة التشغيل السابقة عمومًا سعة محرك القرص الصلب كعدد دقيق من البايت بدون سابقة من أي نوع مثال ذلك في إخراج الأمر CHKDSK. في نظام الدوس.

## المنازعات القانونية
أدت التفسيرات المختلفة لسوابق حجم القرص إلى دعاوى قضائية جماعية ضد مصنعي التخزين الرقمي. تضمنت هذه الحالات كلًّا من ذاكرة الفلاش ومحركات الأقراص الثابتة.

### الحالات المبكرة
تمت تسوية القضايا المبكرة (2004-2007) قبل أي حكم قضائي مع المصنّعين الذين يعترفون بعدم ارتكابهم أي مخالفة، لكنهم يوافقون على توضيح السعة التخزينية لمنتجاتهم على عبوات المستهلك. ولذلك فإن العديد من مصنعي ذاكرة الفلاش والأقراص الصلبة لديهم إفصاحات على عبوات منتجاتهم ومواقع الويب الخاصة بهم، لتوضيح السعة المهيئة للأجهزة أو تحديد MB على أنها 1 مليون بايت و 1 GB كـ 1 مليار بايت.
كما قامت دعاوى أخرى منها:
- ضد مجموعة من شركات تصنيع ذواكر الفلاش في 20 فبراير 2004.[38]
- في 7 يوليو 2005 ضد ويسترن ديجتال.[39][40][41]
- دعوى ضد شركة سيجيت.[42]
- في يوم 22 يناير عام 2020، حكمت محكمة المقاطعة في منطقة شمال كاليفورنيا لصالح المدعى عليه سانديسك لاستمرار استخدامها للـ"GB" على أنها تعني 1000000000 .[43]

## السوابق الثنائية الفريدة

### اقتراحات مبكرة
في حين أن علماء الكمبيوتر الأوائل استخدموا عادةً k لتعني 1000، فقد أدرك البعض الملاءمة التي قد تنتج عن العمل بمضاعفات 1024 والارتباك الناتج عن استخدام نفس السوابق لمعنيين مختلفين.
عدة مقترحات للسوابق الثنائية الفريدة  صنعت في عام 1968. اقترح دونالد موريسون استخدام الحرف اليوناني كابا (κ) للإشارة إلى 1024. κ2 للإشارة إلى 1024 2 ، وهكذا. (في ذلك الوقت، كان حجم الذاكرة صغيرًا، وكان K فقط هو المستخدم على نطاق واسع.) استجاب والاس جيفنز للاقتراح باستخدام bK كاختصار لـ 1024 و bK2 أو bK 2 لـ 1024 2 ، على الرغم من أنه أشار إلى أنه لن يكون من السهل نسخ الحرف اليوناني أو الحرف الصغير b على طابعات الكمبيوتر في ذلك اليوم. اقترح بروس ألان مارتين من مختبر بروكهافن الوطني أيضًا التخلي عن السوابق تمامًا، واستخدام الحرف B للأسس 2، على غرار E في التدوين العلمي العشري، لإنشاء اختصارات مثل 3B20 لـ 3 × 2 20 ،  اصطلاح لا يزال يستخدم في بعض الآلات الحاسبة لتقديم أرقام النقطة العائمة الثنائية اليوم.
لم يكتسب أي من هؤلاء قبولًا كبيرًا، وأصبحت كتابة الحرف K بالأحرف الكبيرة معيارًا واقعيًا للإشارة إلى عامل 1024 بدلاً من 1000، على الرغم من أن هذا لا يمكن تمديده إلى قوى أعلى.
مع زيادة الفجوة بين النظامين في القوى الأعلى، تم تقديم المزيد من المقترحات للسوابق الفريدة. في عام 1996 اقترح ماركوس جونتر كون نظامًا به سوابق di، مثل "dikilobyte" (K₂B أو K2B). دونالد كنوث، -الذي يستخدم تدوينًا عشريًا مثل 1MB = kB1000 - عبّر  عن «استغرابه» من اعتماد اقتراح IEC ، واصفًا إياه بأنه «مضحك» ورأى أن المؤيدين كانوا يفترضون «أن المعايير يتم تبنيها تلقائيًا لمجرد وجودها». اقترح كنوث أن يتم تعيين قوى 1024 كـ «كيلوبايت كبيرة» "large kilobytes" و «ميجابايت كبيرة» "large megabytes" (مختصر KKB و MMB)، حيث أن «مضاعفة الحرف تعني ضمنيًا كل من الثنائي والكبير»). حيث ألغيت السوابق المزدوجة في ذلك الحين من نظام الوحدات الدولي حيث كان لها معنى مضاعف ("MMB" سيكون معادلاً لـ "TB")، وهذا المقترح لم يكتسب أي تفاعل.

### سوابق IEC
مجموعة السوابق الثنائية التي تم تبنيها في النهاية، يشار إليها الآن باسم «سوابق IEC»،  تم اقتراحه لأول مرة من قبل اللجنة المشتركة بين الأقسام والمعنية بالتسميات والرموز التابعة للاتحاد الدولي للكيمياء البحتة والتطبيقية (IUPAC) في عام 1995. في ذلك الوقت، تم اقتراح استخدام المصطلحين كيلوبايت وميجابايت فقط لـ 10 3 بايت و10 6 بايت، على الترتيب، وتم اقتراح السوابق الجديدة كيبي kibi (كيلو ثنائي kilobinary) وميبي mebi (ميغا ثنائي megabinary)، وجيبي gibi (جيجا ثنائي gigabinary)، وتيبي tebi (تيرا ثنائي terabinary) في ذلك الوقت، وكانت الرموز المقترحة للسوابق kb و Mb و Gb و Tb على التوالي، بدلاً من Ki و Mi و Gi وTi. لم يتم قبول الاقتراح في ذلك الوقت.
بدأ معهد مهندسي الكهرباء والإلكترونيات (IEEE) في التعاون مع المنظمة الدولية للمعايير (ISO) واللجنة الكهروتقنية الدولية (IEC) للعثور على أسماء مقبولة للسوابق الثنائية. اقترحت اللجنة الكهروتقنية الدولية kibi و mebi و gibi و tebi برموز Ki و Mi و Gi و Ti على التوالي، في عام 1996.
يتم اشتقاق أسماء السوابق الجديدة من سوابق النظام الدولي للوحدات الأصلية مدمجة مع المصطلح ثنائي (binary)، ولكن تدمج عن طريق أخذ أول حرفين من سابقة النظام الدولي للوحدات و "bi" من ثنائي (binary). وبالتالي فإن الحرف الأول من كل سابقة مماثل لسوابق النظام الدولي للوحدات المقابلة، باستثناء "K"، والذي يتم استخدامه بدلاً من "k"، بينما في النظام الدولي للوحدات يمثل الحرف الصغير k فقط 1000.
قررت IEEE أن معاييرها ستستخدم السوابق كيلو وما إلى ذلك مع تعريفاتها المترية، ولكنها سمحت باستخدام التعريفات الثنائية في فترة مؤقتة طالما تم الإشارة صراحة إلى هذا الاستخدام على أساس كل حالة على حدة.

### اعتماد من قبل IEC و NIST و ISO
في يناير 1999، نشرت اللجنة الكهروتقنية الدولية أول معيار دولي (IEC 60027-2 التعديل 2) مع السوابق الجديدة، التي امتدت إلى ببي pebi (Pi) وإكسبي exbi (Ei).
ينص التعديل 2 لـ IEC 60027-2 أيضًا على أن IEC تؤكد على ما تنص عليه BIPM (الهيئة التي تنظم نظام الوحدات الدولي)؛ أن تحتفظ سوابق نظام الوحدات الدولي بتعريفاتها في قوى 1000 ولا تُستخدم أبدًا لتعني قوى 1024.
في الاستخدام ستستمر المنتجات والمفاهيم الموصوفة عادةً باستخدام قوى 1024 ولكن مع سوابق IEC الجديدة. على سبيل المثال، وحدة ذاكرة من 536870912 بايت 512 × 1048576 سيشار إليها بـ 512 MiB أو 512 مَبيبايت بدلاً من 512MB أو 512 ميغابايت. على العكس، بما أن تسويق الأقراص الصلبة باستخدام اصطلاح نظام الوحدات الدولي أن «جيجا» يعني 1000000000، فالقرص الصلب ذو "500 GB" سيظل موسومًا على هذا النحو. وفقًا لهذه التوصيات، قد تستخدم أنظمة التشغيل والبرامج الأخرى أيضًا السوابق الثنائية وسوابق نظام الوحدات الدولي بنفس الطريقة، لذلك فإن المشتري لقرص صلب "500 GB" سيجد سعته في نظام التشغيل إما "500GB" أو "466 GiB"، في حين سيتم عرض 536870912 بايت من ذاكرة الوصول العشوائي كـ"512 MiB".
لإصدار الثاني من المعيار، الذي نُشر في عام 2000، حددت السوابق فقط حتى إكسبيexbi ، ولكن في عام 2005 أضاف الإصدار الثالث السوابق زيبي zebi ويوبي yobi ، وبالتالي مطابقة جميع سابقات نظام الوحدات الدولي مع نظيراتها الثنائية.
يسرد معيار BIPM JCGM 200: 2012 «المفردات الدولية للقياس - المفاهيم الأساسية والعامة والمصطلحات المرتبطة (VIM)، الإصدار الثالث» سوابق IEC الثنائية وتنص على "تشير سوابق نظام الوحدات الدولي بشكل صارم إلى قوى 10، ويجب عدم استخدامها في قوى 2. فمثلاً لا يستخدم 1 كيلوبت للدلالة على 1024 بت (2 10 بت)، وهو ما يساوي 1 كيبيبت." 

### وحدات محددة من IEC 60027-2 A.2 و ISO / IEC 80000: 13-2008
| IEC prefix | IEC prefix | سابقة IEC معربة | سابقة IEC معربة | القيمة    | القيمة     | القيمة                    | القيمة     |
| Name       | Symbol     | اسم             | رمز             | القاعدة 2 | قاعدة 1024 | قيمة                      | القاعدة 10 |
| ---------- | ---------- | --------------- | --------------- | --------- | ---------- | ------------------------- | ---------- |
| kibi       | Ki         | كيبي            | كي              | 2 10      | 1024 1     | 1024                      | = 1.024    |
| mebi       | Mi         | ميبي            | مي              | 2 20      | 1024 2     | 1048576                   | ≈ 1.049    |
| gibi       | Gi         | جيبي            | جي              | 2 30      | 1024 3     | 1073741824                | ≈ 1.074    |
| tebi       | Ti         | تيبي            | تي              | 2 40      | 1024 4     | 1099511627776             | ≈ 1.100    |
| pebi       | Pi         | بيبي            | بي              | 2 50      | 1024 5     | 1125899906842624          | ≈ 1.126    |
| exbi       | Ei         | إكسبي           | إي              | 2 60      | 1024 6     | 1152921504606846976       | ≈ 1.153    |
| zebi       | Zi         | زيبي            | زي              | 2 70      | 1024 7     | 1180591620717411303424    | ≈ 1.181    |
| yobi       | Yi         | يوبي            | يي              | 2 80      | 1024 8     | 1208925819614629174706176 | ≈ 1.209    |

## هيئات ومنظمات المعايير الأخرى
يتم الآن دعم السوابق الثنائية القياسية لـ IEC من قبل هيئات التقييس والمنظمات الفنية الأخرى.
يدعم المعهد الوطني الأمريكي للمعايير والتقنية (NIST) معايير ISO / IEC لـ «سوابق للمضاعفات الثنائية» ولديه موقع ويب يوثقها ويصف ويبرر استخدامها. يقترح المعهد الوطني الأمريكي للمعايير والتقنية أنه في اللغة الإنجليزية، يجب نطق المقطع الأول من اسم السابقة الثنائية المتعددة بنفس طريقة نطق المقطع الأول من اسم سابقة نظام الوحدات الدولي المقابلة ، وأن يتم نطق المقطع الثاني على أنه (بي). ذكرت المعهد الوطني الأمريكي للمعايير والتقنية أن سوابق SI «تشير بدقة إلى قوى 10» وأن التعريفات الثنائية «لا ينبغي استخدامها» لها.
تصف هيئة معايير جمعية تكنولوجيا الحالة الصلبة JEDEC سوابق IEC في قاموسها على الإنترنت مع ملاحظة: «تم تضمين تعريفات الكيلو ، والجيجا ، والميجا استنادًا إلى قوى اثنين فقط لتعكس الاستخدام الشائع.»  تستخدم معايير JEDEC لذاكرة أشباه الموصلات رموز السابقة المعتادة K و M و G بالمعنى الثنائي.
في 19 مارس 2005، تم رفع معيار IEEE 1541-2002 («سوابق للمضاعفات الثنائية») إلى معيار الاستخدام الكامل من قبل جمعية معايير IEEE بعد فترة تجريبية مدتها سنتان. ومع ذلك ، اعتبارًا من أبريل 2008 ، لا يتطلب قسم منشورات IEEE استخدام سوابق IEC في المجلات الرئيسية مثل Spectrum  أو Computer .
يحظر المكتب الدولي للأوزان والمقاييس (BIPM) -الذي يرعي النظام الدولي للوحدات (SI)- صراحةً استخدام سوابق النظام الدولي للوحدات SI للإشارة إلى المضاعفات الثنائية ، ويوصي باستخدام سوابق IEC كبديل لأن وحدات المعلومات هي غير مدرجة في النظام الدولي للوحدات SI.
تحظر جمعية مهندسي السيارات (SAE) استخدام سوابق النظام الدولي للوحدات SI بأي شيء عدا معنى قوة 1000، لكنها لا توصي أو تستشهد بالسوابق الثنائية IEC.
اعتمدت اللجنة الأوروبية للتقييس الكهروتقني (CENELEC) السوابق الثنائية التي أوصت بها اللجنة الكهروتقنية الدولية (IEC) عبر وثيقة التنسيق HD 60027-2: 2003-03. طلب الاتحاد الأوروبي (EU) استخدام سوابق IEC الثنائية منذ عام 2007.

## الممارسة الحالية
تستخدم معظم أجهزة الكمبيوتر سوابق SI  لتحديد السعة وتحديد معلمات الأداء الأخرى مثل معدل البيانات. تعتبر الذواكر الرئيسية وذاكرة التخزين المؤقت استثناءات ملحوظة.
عادةً ما يتم التعبير عن سعات الذاكرة الرئيسية وذاكرة التخزين المؤقت بسوابق ثنائية مخصصة. من ناحية أخرى تستخدم ذاكرة الفلاش -مثل تلك الموجودة في محركات الأقراص ذات الحالة الصلبة SSD- في الغالب سوابق SI  لتقدير القدرات.
تستمر بعض أنظمة التشغيل والبرامج الأخرى في استخدام السوابق الثنائية المألوفة في عروض الذاكرة وسعة تخزين القرص وحجم الملف ، لكن تستخدم سوابق النظام الدولي للوحدات SI  في مجالات أخرى مثل سرعات اتصال الشبكة وسرعات المعالج.
في الأقسام الفرعية التالية ، ما لم يُذكر خلاف ذلك ، يتم تقديم الأمثلة أولاً باستخدام السوابق الشائعة المستخدمة في كل حالة ، ثم يتبعها تفسير باستخدام رموز أخرى عند الاقتضاء.

## أنظمة التشغيل
- تستخدم نواة لينكس السوابق العشرية والثنائية المتوافقة مع المعايير عند بدء التشغيل.[75][76] ومع ذلك فإن العديد من أدوات النظام المشابهة لـ Unix ، مثل الأمر ls تستخدم قوى 1024 المشار إليها كـ K / M (سوابق ثنائية مألوفة) إذا تم استدعاؤها باستخدام خيار "-h ". بخلاف ذلك تعطي القيمة الدقيقة بالبايت. تستخدم إصدارات GNU أيضًا قوى 10 المشار إليها بـ k / M إذا تم استدعاؤها بخيار "--si".
  - تستخدم توزيع Ubuntu Linux سوابق IEC لقوى العدد 2 اعتبارًا من الإصدار 10.10.[77][78]
- يقوم مايكروسوفت ويندوز بالإبلاغ عن أحجام الملفات وقدرات جهاز القرص باستخدام السوابق الثنائية المعتادة، أو باستخدام القيمة الدقيقة بالبايت في مربع حوار «الخصائص».
- يستخدم نظام التشغيل iOS 10 والإصدارات الأقدم و Mac OS X Leopard والإصدارات الأقدم و watchOS النظام الثنائي (1GB = 1073741824). تُعلن الآن مواصفات منتجات أبل و iOS و macOS (بما في ذلك Mac OS X Snow Leopard : الإصدار 10.6) عن أحجام باستخدام سوابق SI العشرية (1GB = 1000000000 بايت).[79][80]

## البرامج
حتى فبراير 2010، معظم البرامج لا تميز رموز السوابق الثنائية والعشرية، تم اعتماد سوابق IEC من القليل، لكنه لم يعمم عالميًّا.

ان أحد الأهداف المعلنة لإدخال سوابق IEC هو «الحفاظ على سوابق النظام الدولي للوحدات SI كمضاعفات عشرية لا لبس فيها.»  تستخدم برامج مثل fdisk / cfdisk وparted وapt-get سوابق النظام الدولي للوحدات SI بمعناها العشري.

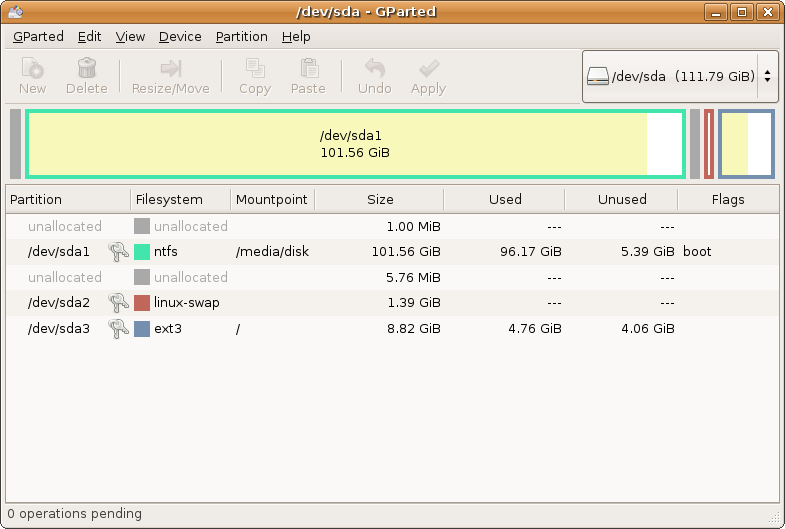
يستخدم محرر قسم جنوم (Gparted) سوابق IEC لعرض أحجام الأقسام. يتم عرض السعة الإجمالية للقرص 120 × 10 9 بايت على أنها "111.79 GiB "
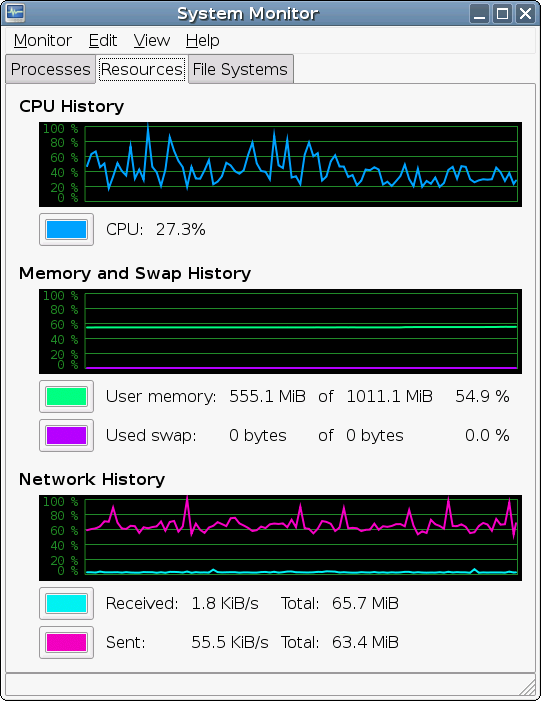
تستخدم شاشة نظام جنوم سوابق IEC لإظهار حجم الذاكرة ومعدل بيانات الشبكة.
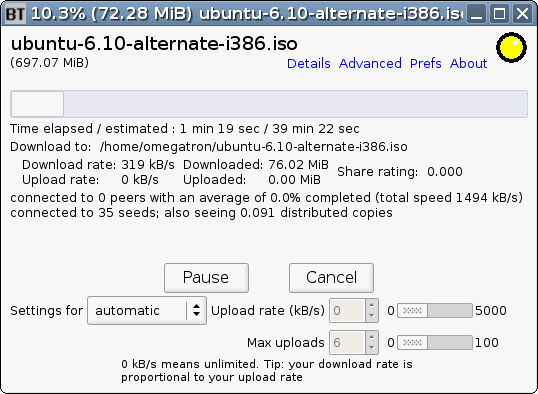
يستخدم BitTornado سوابق SI القياسية لمعدلات البيانات وسوابق IEC لأحجام الملفات
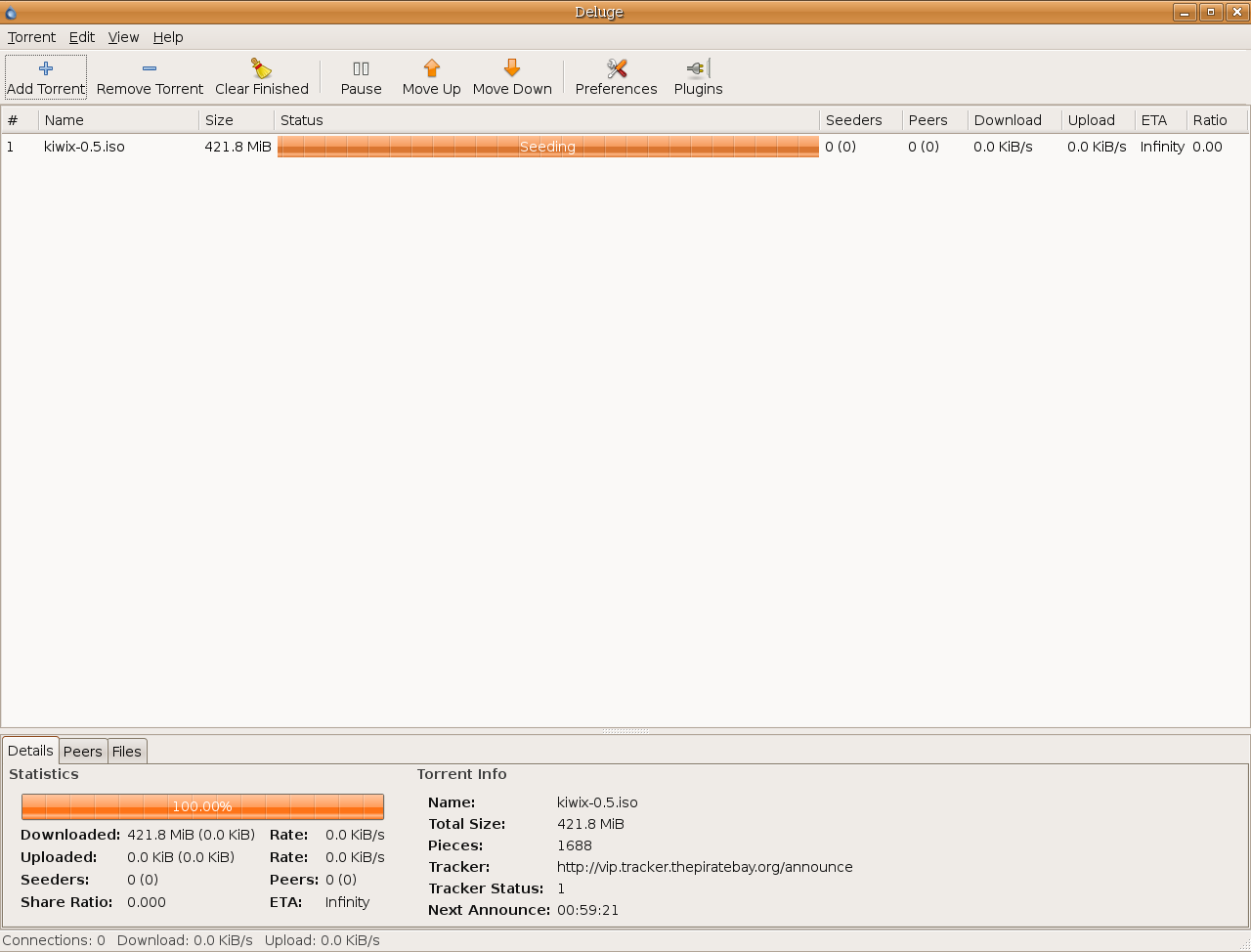
يستخدم Deluge (عميل BitTorrent) سوابق IEC لمعدلات البيانات وكذلك أحجام الملفات

البرامج التي تستخدم سوابق IEC الثنائية للقوى 1024 وتستخدم سوابق النظام الدولي للوحدات SI القياسية للقوى 1000 ما يلي:
| - أدوات جنو الأساسية - جي بارتد - فري دوس - إفكونفيغ - جنوم Network | - SLIB - Cygwin/X - HTTrack - بدجن - Deluge | - yafc - tnftp - وين إس سي بي - MediaInfo |

البرامج التي تستخدم سوابق النظام الدولي للوحدات SI القياسية لقوى 1000، ولا تستعمل سوابق IEC الثنائية لقوى 1024، تتضمن:
- Mac OS X v10.6 والإصدارات الأحدث للقرص الصلب وأحجام الملفات [95][96]

البرامج التي تدعم السوابق العشرية للقوى 1000، والسوابق الثنائية للقوى 1024 (ولكن لا تتبع التسميات المعيارية لكل منها) ما يلي:
- 4DOS (يستخدم الأحرف الصغيرة كأحرف عشرية وكبيرة كسوابق ثنائية) [97][98]

## أجزاء الكمبيوتر
أنواع الأجهزة التي تستخدم مضاعفات قوى 1024، مثل الذاكرة ، يستمر تسويقها بالسوابق الثنائية المألوفة.

### ذاكرة الكمبيوتر

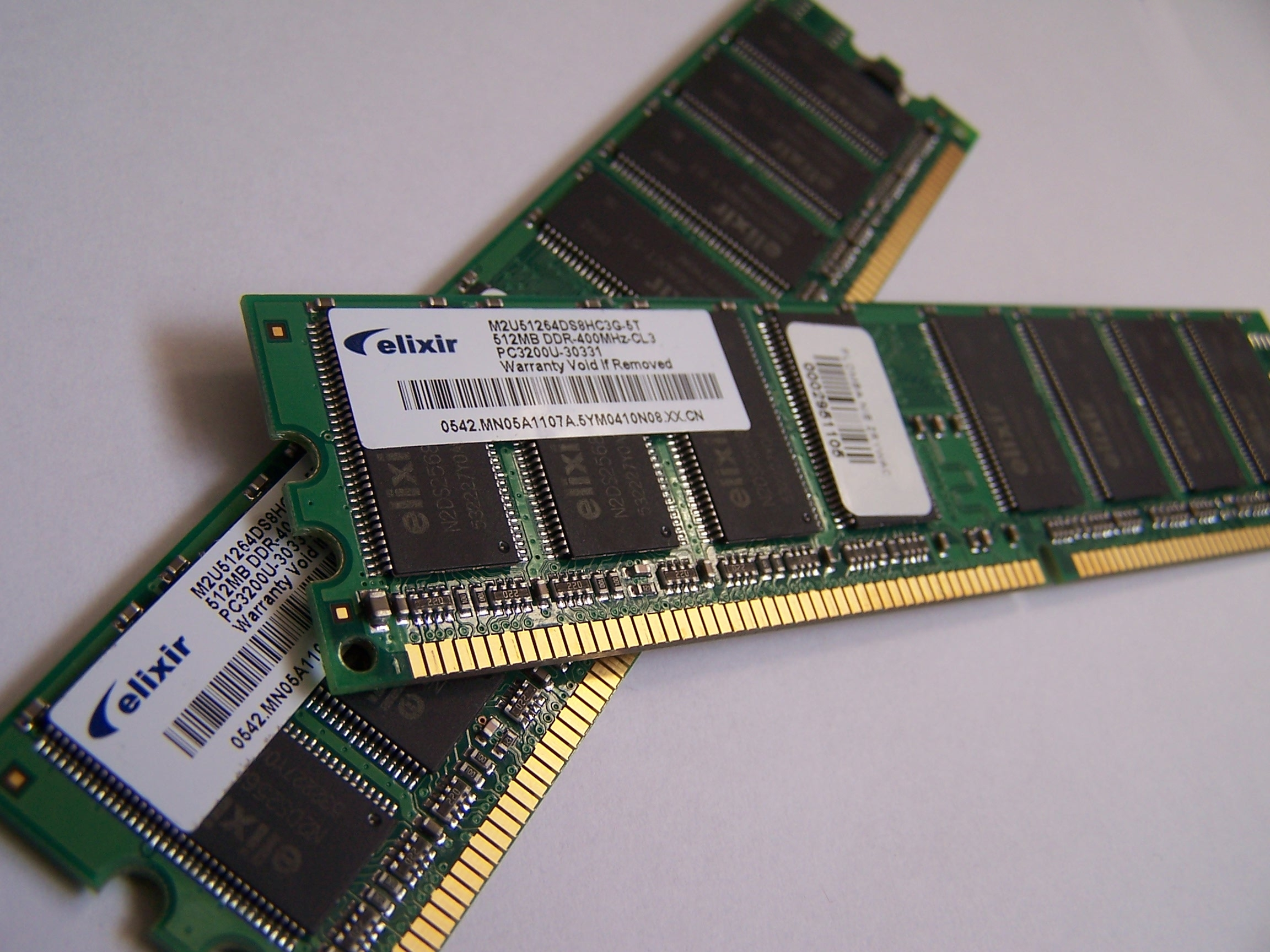
ذاكرة سعة 536870912 بايت وكتب عليها "512 ميغابايت "

يتم إعطاء قياسات معظم أنواع الذاكرة الإلكترونية مثل ذاكرة الوصول العشوائي وذاكرة القراءة فقط باستخدام سوابق ثنائية مألوفة (كيلو وميجا وجيجا). يتضمن ذلك بعض أنواع ذاكرة الفلاش، مثل ذاكرة EEPROM . على سبيل المثال، وحدة ذاكرة «512 ميغابايت» سعتها (512 × 1048576 أو 536870912).
تواصل جمعية تكنولوجيا الحالة الصلبة JEDEC وهي هيئة توحيد معايير هندسة أشباه الموصلات التابعة لتحالف الصناعات الإلكترونية (EIA)، تضمين التعريفات الثنائية العرفية للكيلو والميجا والجيجا في وثيقة المصطلحات والتعريفات ورموز الحروف  وتستخدم تلك التعريفات في معايير الذاكرة اللاحقة  (انظر أيضًا معايير ذاكرة JEDEC).
تشير العديد من مهام برمجة الكمبيوتر إلى الذاكرة بقوى اثنين بسبب التصميم الثنائي المتأصل لأنظمة عنونة الأجهزة الحالية. على سبيل المثال ، يمكن لسجل معالج 16 بت أن يشير على الأكثر إلى 65536 عنصرًا (بايتات أو كلمات أو كائنات أخرى)؛ يتم التعبير عن هذا بشكل ملائم كـ"64K" عنصرًا. يعبر نظام التشغيل يفهرس الذاكرة كصفحات (4096 بايت) وفي هذه الحالة يمكن تخصيص بالضبط 8192 صفحة داخل 33554432 بايت من الذاكرة بـ: 8K" (8192) صفحة تتكون من "4 كيلو بايت" (4096 بايت) والكل ضمن "32 ميغا بايت "(32 MiB) من الذاكرة.

### محركات الأقراص الصلبة
تحدد جميع الشركات المصنعة لمحركات الأقراص الصلبة السعة باستخدام سوابق SI .

### ذاكرة فلاش
تستخدم محركات أقراص USB المحمولة وبطاقات الذاكرة المستندة إلى الفلاش مثل CompactFlash أو Secure Digital ومحركات الأقراص ذات الحالة الصلبة SSD المستندة إلى فلاش (SSD) سوابق SI ؛  على سبيل المثال، تعطي بطاقة فلاش "256MB" مقدار 256 مليون بايت على الأقل (256000000) وليس 256 × 1024 × 1024 (268435456). وتحتوي رقائق ذاكرة الفلاش الموجودة داخل هذه الأجهزة على أكثر بكثير من السعات المذكورة ، ولكن مثل محرك الأقراص الصلبة التقليدية، يتم حجز بعض المساحة للوظائف الداخلية لمحرك الأقراص المحمول. وتشمل هذه تسوية التآكل ، وتصحيح الخطأ ، والتجنيب والبيانات الوصفية التي تحتاجها البرامج الثابتة الداخلية للجهاز.

### محركات الأقراص المرنة
توجد الأقراص المرنة في العديد من الأشكال المادية والمنطقية ، وقد تم تغيير حجمها بشكل غير متسق. ويرجع ذلك جزئيًا إلى أن سعة المستخدم النهائي لقرص معين هي إحدى وظائف أجهزة التحكم ، بحيث يمكن تهيئة نفس القرص لمجموعة متنوعة من السعات. في كثير من الحالات ، يتم تسويق الوسائط دون أي إشارة إلى السعة النهائية عند المستخدم، على سبيل المثال ، DSDD ، مما يعني كثافة مزدوجة الوجهين.
كان آخر قرص مرن تم اعتماده على نطاق واسع هو 3.5 بوصة عالية الكثافة. كان بسعة منسقة 1474560 بايت أو 1440 KB (1440 × 1024، باستخدام "KB" بالمعنى الثنائي المتعارف عليه). يتم تسويقها على أنها "HD" أو "1.44 MB" أو كليهما. ينشئ هذا الاستخدام تعريفًا ثالثًا لـ «ميغا بايت» كـ 1000 × 1024 بايت.
تعرض معظم أنظمة التشغيل السعة باستخدام "MB" بالمعنى الثنائي المعتاد ، مما يؤدي إلى عرض «1.4 ميغا بايت»(1.40625). وكل من أبل ومايكروسوفت لديهم نشرات دعم تشير إليهم بـ 1.4 ميغا بايت.
القرص السابق "1200 KB" (1200 × 1024 بايت) ¼5 بوصة تم تسويقه وبيعه مع IBM PC AT على أنه«1.2 ميغا بايت» (1.171875). يمكن أن تحتوي أكبر تنسيقات القرص المرن مقاس 8 بوصات على أكثر من ميغا بايت، وغالبًا ما يتم تحديد سعات هذه الأجهزة بشكل غير منتظم بالميجابايت، دون جدل أيضًا.
عادةً ما يتم تحديد أنواع القرص المرن الأقدم والأصغر على أنها عدد دقيق من الكيلوبايت (الثنائي)، على سبيل المثال قرص Apple Disk II الموصوف بـ «140 كيلو بايت» بسعة 140 × 1024 بايت ، والقرص «360 كيلو بايت» مزدوج الكثافة مزدوج الوجه المستخدم على كمبيوتر IBM PC بسعة 360 × 1024 بايت.
في كثير من الحالات ، تم تسويق أجهزة القرص المرن بناءً على سعة غير مهيأة ، كما أن الحمل الزائد المطلوب لتنسيق القطاعات على الوسائط سيقلل من السعة الاسمية أيضًا (وتتنوع هذه النفقات عادةً بناءً على حجم القطاعات المنسقة)، مما يؤدي إلى المزيد من المخالفات.

### الأقراص الضوئية
يتم إعطاء سعات معظم وسائط تخزين الأقراص الضوئية مثل DVD وBlu-ray Disc وHD DVD وMagneto-Optical (MO) باستخدام سوابق SI العشرية. تبلغ السعة الاسمية لأقراص DVD "4.7GB " حوالي 4.38 GiB . ومع ذلك ، يتم دائمًا إعطاء سعات القرص المضغوط باستخدام سوابق ثنائية مألوفة. وبالتالي فإن القرص المضغوط «700 ميغا بايت» (أو «80 دقيقة») له سعة اسمية تبلغ حوالي 700 MiB (حوالي 730 ميغابايت).

### محركات الأشرطة والوسائط
تستخدم الشركات المصنعة لمحرك الأشرطة والوسائط السوابق العشرية SI لتحديد السعة.

### معدلات نقل البيانات والساعة
يتم استخدام وحدات معينة دائمًا مع سوابق SI العشرية حتى في سياقات الحوسبة. ومن الأمثلة على ذلك هرتز (Hz)، والتي تُستخدم لقياس معدلات ساعة المكونات الإلكترونية ، و bit/s وB /s، والتي تُستخدم لقياس سرعة نقل البيانات.
- يتلقى معالج (1 GHz) 1 جيجاهرتز 1000000000 نبضة ساعة الثانية الواحدة.
- ملف صوتي تم أخذ عينات منه في 44.1kHz يحتوي 44100 عينة في الثانية.
- تدفق صوتي MP3 ذو 128كيلوبت/ث يستهلك 128000 بت (16 كيلو بايت، 15.6KiB) في الثانية.
- اتصال الإنترنت بسرعة 1Mbit/s يمكن نقل 1000000 بت في الثانية (125000 بايت في الثانية ≈ 122KiB/s، بافتراض بايت 8 بت ولا يوجد حمل زائد)
- اتصال إيثرنت 1Gbit/s يمكنه النقل بسرعة اسمية قدرها 1000000000 بت في الثانية 125000000 بايت في الثانية ≈ MiB/s119 ، بافتراض بايت 8 بت ولا يوجد حمل زائد)
- مودم 56K ينقل 56000 بت في الثانية ≈ 6.8KiB/s .

يتم تحديد سرعات ساعة الناقل وبالتالي عرض النطاق الترددي باستخدام سوابق SI العشرية.
- ذاكرة PC3200 على ناقل معدل بيانات مزدوج ، تنقل 8 بايت لكل دورة بسرعة ساعة 200 MHz (200000000 دورة في الثانية) لديها عرض النطاق الترددي من 200000000 × 8 × 2 = 3200000000B/s = 3.2 (حوالي 3.0).
- ناقل PCI-X بـ66MHz (66000000 دورة في الثانية)، 64 بت في نقل، لديه عرض النطاق الترددي من 66000000 نقل في الثانية × 64 بت في نقل = 4224000000 بت/ثانية أو 528000000 بايت/ث ويشار إليه بـ 528MB/s (حوالي 503MiB/s).

### الاستخدم من قبل الصناعة
تستخدم سوابق IEC بواسطة توشيبا و  آي بي إم وإتش بي للإعلان عن بعض منتجاتها أو وصفها. وفقًا لكتيب إتش بي «لتقليل الارتباك يسعى البائعون إلى اتباع أحد علاجين: يغيرون سوابق SI إلى سوابق ثنائية جديدة، أو يعيدون حساب الأرقام على أنها قوى العشرة.» يستخدم IBM Data Center أيضًا سوابق IEC لتقليل الالتباس. في دليل نمط آي بي إم:
للمساعدة في تجنب عدم الدقة (خاصة مع السوابق الأكبر) والغموض المحتمل ، اعتمدت اللجنة الكهروتقنية الدولية (IEC) في عام 2000 مجموعة من السوابق المخصصة للمضاعفات الثنائية (انظر IEC 60027-2). يتم دعم استخدامها الآن من قبل المعهد الوطني الأمريكي للمعايير والتكنولوجيا (NIST) وتم دمجها في ISO 80000. كما أنها مطلوبة بموجب قانون الاتحاد الأوروبي وفي سياقات معينة في الولايات المتحدة. ومع ذلك ، تستمر معظم الوثائق والمنتجات في الصناعة في استخدام سوابق النظام الدولي للوحدات عند الإشارة إلى المضاعفات الثنائية. في وثائق المنتج ، اتبع نفس المعيار المستخدم في المنتج نفسه (على سبيل المثال ، في الواجهة أو البرنامج الثابت). سواء اخترت استخدام سوابق IEC لقوى 2 وسوابق SI لقوى 10، أو تستخدم سوابق SI لغرض مزدوج ... كن متسقًا في استخدامك واشرح للمستخدم النظام المعتمد.

## تعريفات
1. 1 2  سابقة ثنائية هي بادئة تشير إلى قوة 1024. على سبيل المثال، في الممارسة المعتادة لصناعة الكمبيوتر، واحد "ميغا بايت" من ذاكرة الوصول العشوائي هو 10242 بايت من ذاكرة الوصول العشوائي، واحد "غيغابايت" من ذاكرة الوصول العشوائي هو 10243 بايت من ذاكرة الوصول العشوائي، وهلم جرا. وفي نظام IEC، يمكن التعبير عن هذه القيم على أنها 1"ميبيبايت" و 1"جيبيبايت" على التوالي. كلاهما سوابق ثنائية في هذه الاستخدامات.
2. ↑  يشير مصطلح السابقة الثنائية IEC أو سابقة IEC إلى السابقات مثل كيبي (kibi)، أو ميبي (mebi)، أو جيبي (gibi) وما إلى ذلك أو رموزها المقابلة Ki أو Mi أو Gi وما إلى ذلك.

اعتمدت لأول مرة من قبل اللجنة الكهروتقنية الدولية (IEC). وتستخدم هذه السوابق فقط مع وحدات بت أو بايت (أو وحدات مركبة المستمدة منها مثل بايت/ثانية) تدل دائمًا على القوى من 1024؛ أي أنها تستخدم دائما كبادئات ثنائية. وبالتالي 1 ميبيبايت من ذاكرة الوصول العشوائي هو 10242 بايت من ذاكرة الوصول العشوائي ، جيبيبايت واحد أو 1 GiB من ذاكرة الوصول العشوائي هو 10243 بايت ، وهلم جرًّا.
3. 1 2 3 4 5  المصطلح سوابق SI يشير إلى سوابق مثل:كيلو، ميغا، جيجا، إلخ معرفة عبر النظام الدولي للوحدات وتستعمل دائمًا لتعني قوى العدد 1000، بعبارة أخرى هي سوابق عشرية دائمًا.
4. ↑  مصطلح سوابق ثنائية مخصصة أو ما شابه يشير إلى سوابق مثل كيلو وميغا وجيجا إلخ مستعارة من نفس السوابق المسماة في سوابق النظام الدولي للوحدات لكن تستعمل للدلالة على قوى العدد 1024.

## روابط خارجية
- نداء من أجل العقل نسخة محفوظة 6 مارس 2021 على موقع واي باك مشين.
- ملخص للمنظمات والبرامج وما إلى ذلك التي نفذت السوابق الثنائية الجديدة
- مقابل كيلو بايت مقابل كيلو بت مقابل كيلو بايت. Kibibytes (سوابق ثنائية)
- SI / محول سابقة ثنائية
- معايير قياس سعة التخزين نسخة محفوظة 2015-01-02 على موقع واي باك مشين.